# Groupe Toupargel
Toupargel / Place du Marché était un groupe de distribution français spécialisé dans la livraison de courses alimentaires à domicile. La commercialisation des produits était assurée principalement par téléphone, mais aussi par Internet. Les commandes concernent des produits surgelés ainsi que des produits frais et d'épicerie. À fin 2019, le groupe dispose d'un réseau de 119 agences de livraison, 31 de télévente et de 3 plates-formes.
Le 13 janvier 2023, le groupe est placé en liquidation judiciaire par le tribunal de commerce de Lyon, 2200 emplois sont supprimés.

## Historique

### Période de développement
Toupargel surgelés est créé à Lyon par Gustave Poncin en 1947. René Poncin en est le directeur général de 1959 à 1987 et lance la vente de produits surgelés à domicile en camions-magasins dès 1969. La société est rachetée en 1982 par Maurice et Roland Tchénio.
La société acquiert Gelarmor (anciennement Branellec) en 1992, puis Clairgel trois ans plus tard avant d'être introduite à la bourse de Paris, au second marché en 1997.
En 1998, Toupargel fait l'acquisition de la société Neodis - Neufchâteau Distribution, dans les Vosges, première pierre de la future activité « Place du Marché » qui est lancée en 2001 avec l'ouverture sous cette dénomination de la première plate-forme logistique sur 16 500 m2 et de son centre d'appels à Chalon-sur-Saône. L'enseigne « Place du Marché » fait son apparition en 2002 en dupliquant le modèle d'affaire de Toupargel pour les produits frais et d'épicerie. En 2003, elle fait l'acquisition d'Agrigel.
En 2005/2006, Toupargel construit et met en exploitation deux nouvelles plates-formes logistiques à Argentan et Montauban, portant ainsi à quatre ses centres de préparation de commandes avec Civrieux-d'Azergues et Poitiers.
Le site marchand de la filiale Place du Marché est ouvert en 2009 et le site marchand Toupargel.fr est lancé l'année suivante. 2012 voit la fusion de Place du Marché avec Toupargel[réf. nécessaire] qui rachète le Comptoir du Surgelé (connu aussi sous le nom de « La Ferme du Froid ») et Eismann (filiale française du groupe allemand).

### Difficultés
Le 31 janvier 2019, le groupe Toupargel demande l'application de la procédure de sauvegarde. Le groupe avait atteint un pic à 370 millions de ventes en 2012, mais l'arrivée d'internet et des nouvelles technologies du numérique ont changé la donne pour l'entreprise,. Le 16 février, Toupargel est placée en redressement judiciaire, ainsi qu'Eismann.
Au mois de mai 2019, Toupargel est contraint de supprimer 265 postes sur 2.300 en raison de lourdes pertes.
Fin octobre 2019, Toupargel obtient son placement en procédure de sauvegarde (PSE), souffrant de la chute des ventes surgelées. L'enseigne passe ensuite un accord avec Monoprix pour intégrer ses produits à son catalogue. Au total, plus de 1.400 produits Monoprix seront proposés à la vente par Toupargel. Le 22 octobre, la cotation du titre est suspendue.
Le 23 décembre 2019, le tribunal de commerce de Lyon arrête le plan de cession des actifs des sociétés Toupargel Groupe et de ses filiales Toupargel SASU et Eismann SAS au profit de la société Agihold France véhicule patrimonial de la famille Bahadourian actionnaire de Grand Frais, avec faculté de substitution. L’entrée en jouissance est fixée au 6 janvier 2020. La transaction est réalisée pour un montant de 175 millions d'euros.
Le tribunal de commerce prononce la liquidation judiciaire de Toupargel Groupe, Toupargel SASU et Eismann SAS et autorise la poursuite de l'activité jusqu'au 18 mars 2020. Une demande de radiation est envoyée à Euronext.
Courant 2020, la nouvelle Direction de Toupargel met en place de profondes modifications d’organisation, notamment au niveau social avec une refonte totale du statut collectif devenu à la fois obsolète et trop complexe.
En 2021, le groupe annonce qu'il prend le nom de Place du Marché à compter du 3 mars.
Le 3 novembre 2022, et malgré les importantes actions réalisées depuis 2020 et les sommes investies allant bien au-delà des engagements initiaux, une très forte restructuration, le groupe Place du Marché est placé en procédure de sauvegarde par le tribunal de commerce de Lyon. Le seul candidat à s'être manifesté depuis le début de la procédure de redressement judiciaire de novembre 2022, une enseigne de distribution nommée Tazita, décriée par le CSE, et qui s'est finalement désisté.
Le 13 janvier 2023, le tribunal de commerce de Lyon prononce la mise en liquidation de la société faute de repreneur. Cette liquidation entraine la suppression de plus de 2200 emplois salariés, gérée par une cellule liquidative interne dont les résultats ont été salués par les interlocuteurs habituels dans ces dossiers particuliers.
Au registres des causes de cet échec, les observateurs pointent du doigt la crise sanitaire, la hausse des coûts de l'énergie (carburant et électricité), les ruptures de matières premières, l'inflation provoquée par la guerre en Ukraine et surtout le virage manqué au début des années 2010 du digital,.

## Gouvernance
En 2014, Roland Tchenio cède sa place à Romain Tchénio et Jacques Édouard Charret. Le 9 janvier 2017, Romain Tchénio devient président-directeur général. En avril 2020, après la cession de l'entreprise, il est remplacé par Brieuc Fruchon comme Président, qui sera secondé à partir de septembre 2022 par Gilles Dimbert comme Directeur Général et ce en complément de ses fonctions de DRH du Groupe depuis l’arrivée des nouveaux actionnaires début 2020).

## Actionnaires

### Identité visuelle

Logo du groupe Toupargel à partir de 2003.
Logo du groupe Toupargel à partir de 2004.
Logo de Toupargel.
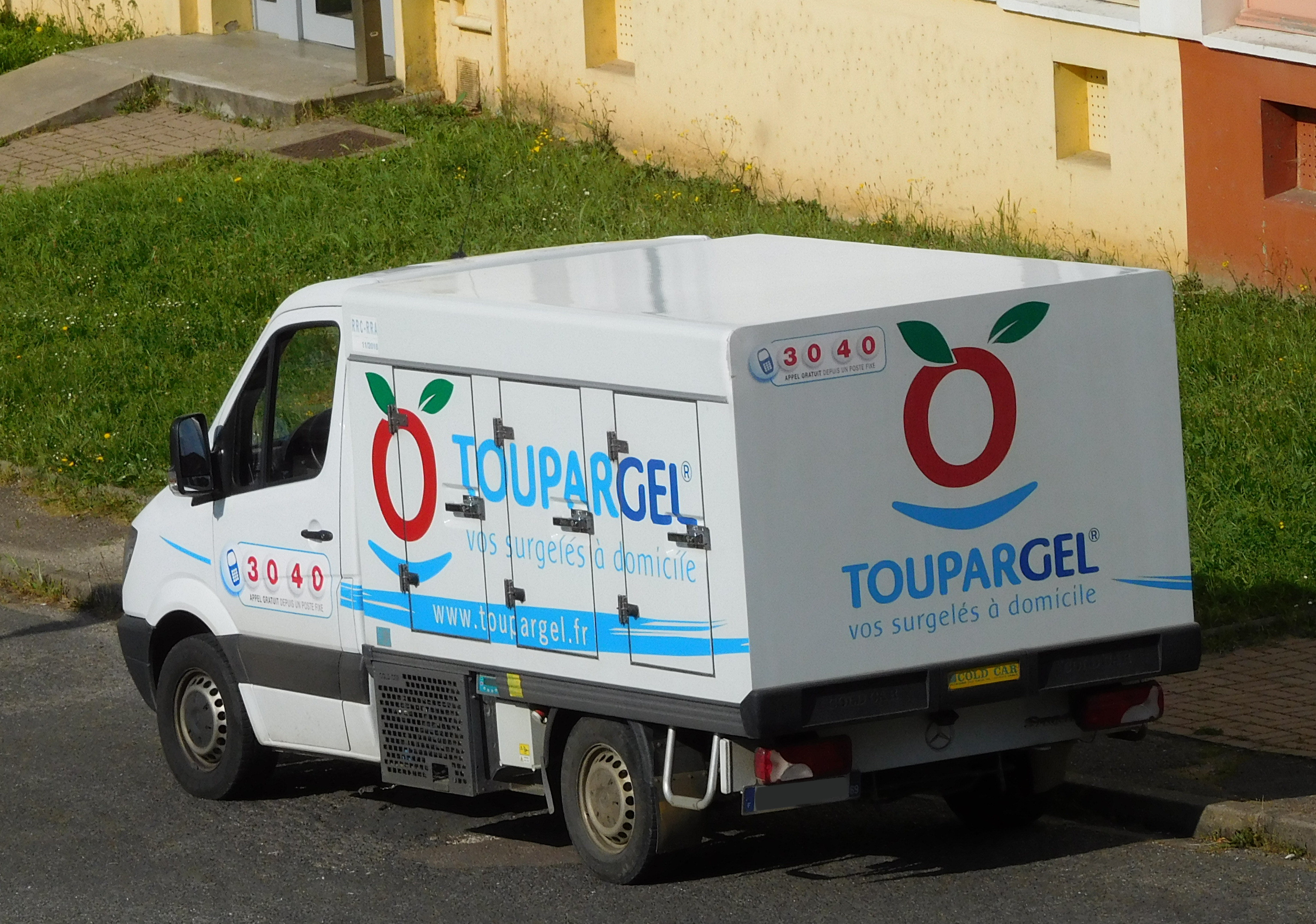
Camionnette aux couleurs de la marque.
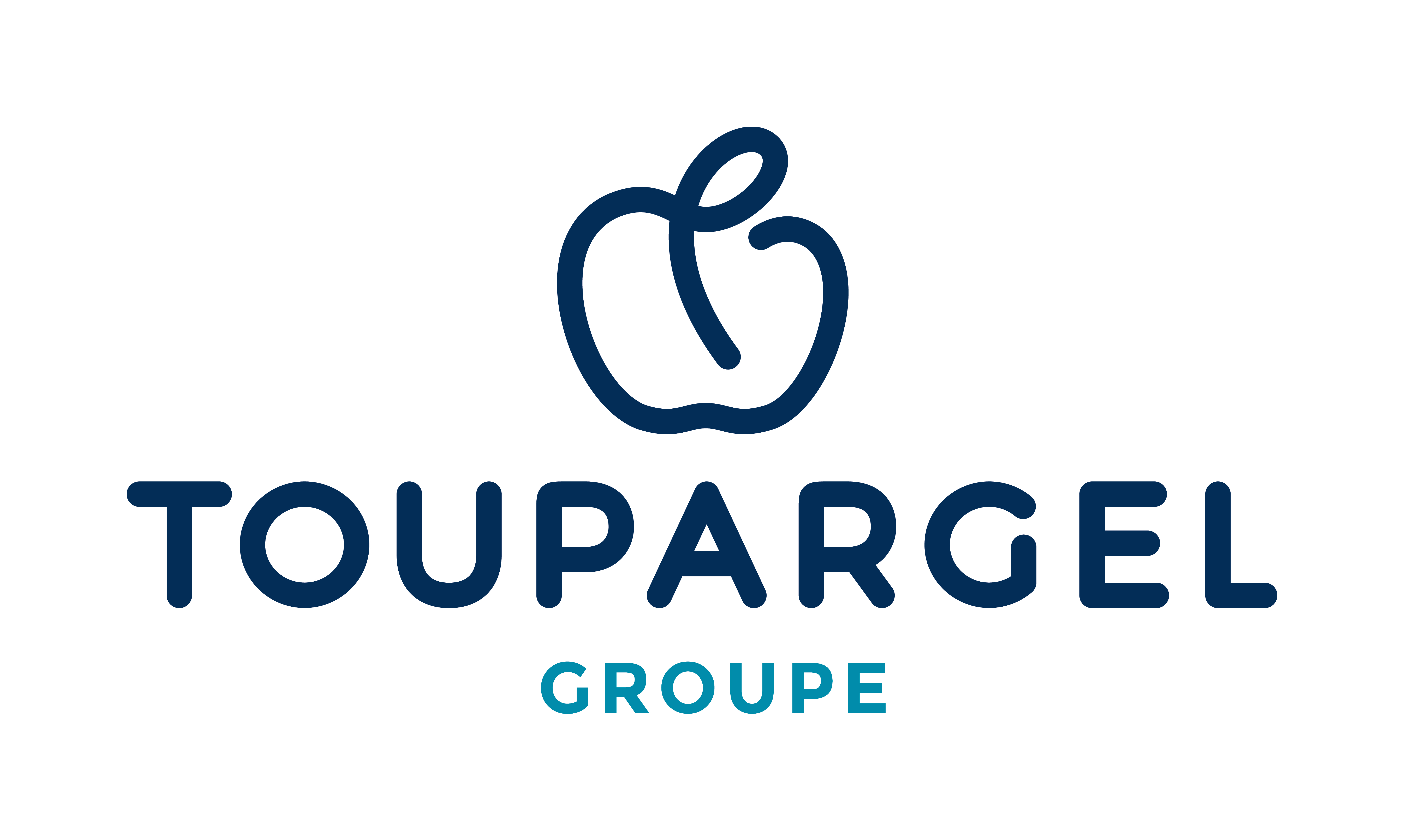
Logo du Groupe Toupargel à partir de janvier 2018